# 11724 Рональдхсу
11724 Рональдхсу (11724 Ronaldhsu) — астероїд головного поясу, відкритий 21 квітня 1998 року.
Тіссеранів параметр щодо Юпітера — 3,620.
Назва на честь Рональда Хсу - фіналіста міжнародного науково-технічного ярмарку Intel ISEF